# Sphaerophoria fatarum
Sphaerophoria fatarum là một loài ruồi trong họ Ruồi giả ong (Syrphidae). Loài này được Goeldlin de Tiefenau mô tả khoa học đầu tiên năm 1989. Sphaerophoria fatarum phân bố ở vùng Cổ Bắc giới (Đan Mạch)